# Discografia di Becky G
La discografia di Becky G, cantante statunitense, è costituita da quattro album in studio, un EP e oltre ottanta singoli.

## Album in studio
| Anno                                                         | Titolo | Classifiche | Classifiche | Classifiche | Certificazioni                                                |
| Anno                                                         | Titolo | USA         | ITA         | SPA         | Certificazioni                                                |
| ------------------------------------------------------------ | --- | ----------- | ----------- | ----------- | ------------------------------------------------------------- |
| 2019                                                         | Mala santa - Pubblicato: 17 ottobre 2019 - Etichetta: Kemosabe, Sony Latin - Formato: Download digitale, streaming | 85          | 92          | 20          | - USA: Platino (7) (Latin) - ARG: Diamante (2) - MEX: Platino |
| 2022                                                         | Esquemas - Pubblicato: 13 maggio 2022 - Etichetta: Kemosabe, Sony Latin - Formato: Download digitale, streaming    | 92          | —           | 28          | - USA: Platino (3) (Latin) - MEX: Platino                     |
| 2023                                                         | Esquinas - Pubblicato: 28 settembre 2023 - Etichetta: Kemosabe, Sony Latin - Formato: Download digitale, streaming | 109         | —           | —           | - MEX: Oro                                                    |
| 2024                                                         | Encuentros - Pubblicato: 10 ottobre 2024 - Etichetta: Kemosabe, Sony Latin - Formato: Download digitale, streaming | —           | —           | —           |                                                               |
| "—" indica una pubblicazione non classificata in quel paese. | |             |             |             |                                                               |

## Extended play
| Anno | Titolo                                                                                            |
| ---- | ------------------------------------------------------------------------------------------------- |
| 2013 | Play It Again - Pubblicato: 13 luglio 2013 - Etichetta: Kemosabe - Formato: CD, download digitale |

## Singoli

### Come artista principale
| Anno                                                                                                | Titolo                                                    | Classifiche | Classifiche | Classifiche | Classifiche | Classifiche | Classifiche | Classifiche | Classifiche | Classifiche | Classifiche | Certificazioni | Album di provenienza   |
| Anno                                                                                                | Titolo                                                    | USA         | ARG         | AUS         | ITA         | MEX         | NLD         | POR         | SPA         | SWI         | UK          | Certificazioni | Album di provenienza   |
| --------------------------------------------------------------------------------------------------- | --------------------------------------------------------- | ----------- | ----------- | ----------- | ----------- | ----------- | ----------- | ----------- | ----------- | ----------- | ----------- | --- | ---------------------- |
| 2012                                                                                                | Problem (feat. will.i.am)                                 | —           | ×           | —           | —           | ×           | —           | ×           | —           | —           | —           | | /                      |
| 2013                                                                                                | Becky from the Block                                      | —           | ×           | —           | —           | ×           | —           | ×           | —           | —           | —           | | /                      |
| 2013                                                                                                | Play Again                                                | —           | ×           | —           | —           | ×           | —           | ×           | —           | —           | —           | | Play It Again          |
| 2014                                                                                                | Can't Get Enough (feat. Pitbull)                          | —           | ×           | —           | —           | ×           | —           | ×           | —           | —           | —           | | Play It Again          |
| 2014                                                                                                | Shower                                                    | 16          | ×           | 11          | —           | ×           | 9           | ×           | 37          | —           | 80          | - USA: Platino (2) - AUS: Platino (2) - ITA: Oro - NLD: Platino - POR: Oro - SPA: Oro - UK: Argento                     | /                      |
| 2014                                                                                                | Can't Stop Dancin'                                        | 88          | ×           | —           | —           | ×           | —           | ×           | —           | —           | —           | | /                      |
| 2015                                                                                                | Lovin' So Hard                                            | —           | ×           | —           | —           | —           | —           | ×           | —           | —           | —           | | /                      |
| 2015                                                                                                | Break a Sweat                                             | —           | ×           | —           | —           | —           | —           | ×           | —           | —           | —           | | /                      |
| 2016                                                                                                | Sola                                                      | —           | ×           | —           | —           | —           | —           | —           | —           | —           | —           | | /                      |
| 2016                                                                                                | Mangú                                                     | —           | ×           | —           | —           | —           | —           | —           | —           | —           | —           | | /                      |
| 2017                                                                                                | Todo cambió (solo o feat. CNCO)                           | —           | ×           | —           | —           | —           | —           | —           | 94          | —           | —           | | /                      |
| 2017                                                                                                | Mayores (con Bad Bunny)                                   | 74          | ×           | —           | —           | 3           | —           | —           | 1           | —           | —           | - USA: Platino (46) (Latin) - ITA: Oro - MEX: Diamante (2) - POR: Oro - SPA: Platino (5)                                | Mala santa             |
| 2017                                                                                                | Díganle (con Leslie Grace)                                | —           | —           | —           | —           | —           | —           | —           | —           | —           | —           | - USA: Platino (2) (Latin) - MEX: Oro                                                                                   | /                      |
| 2018                                                                                                | Sin pijama (con Natti Natasha)                            | 70          | 3           | —           | 80          | 2           | 97          | 23          | 1           | 33          | —           | - USA: Platino (38) (Latin) - ITA: Platino - MEX: Diamante + Platino (4) + Oro - POR: Oro - SPA: Platino (5) - SWI: Oro | Mala santa             |
| 2018                                                                                                | Cuando te besé (con Paulo Londra)                         | —           | 1           | —           | —           | —           | —           | —           | 10          | —           | —           | - USA: Platino (2) (Latin) - MEX: Diamante (2) - SPA: Platino (2)                                                       | Mala santa             |
| 2018                                                                                                | Booty (con C. Tangana)                                    | —           | 66          | —           | —           | —           | —           | —           | 3           | —           | —           | - USA: Platino (4) (Latin) - MEX: Platino (2) - SPA: Platino (2)                                                        | /                      |
| 2019                                                                                                | LBD                                                       | —           | —           | —           | —           | —           | —           | —           | —           | —           | —           | | /                      |
| 2019                                                                                                | Green Light Go                                            | —           | —           | —           | —           | —           | —           | —           | —           | —           | —           | | /                      |
| 2019                                                                                                | La respuesta (con Maluma)                                 | —           | 24          | —           | —           | —           | —           | —           | 29          | —           | —           | - ARG: Oro - MEX: Platino + Oro - SPA: Oro                                                                              | /                      |
| 2019                                                                                                | Next to You (con Digital Farm Animals feat. Rvssian)      | —           | —           | —           | —           | —           | —           | —           | —           | —           | —           | | /                      |
| 2019                                                                                                | Que me baile (con i ChocQuibTown)                         | —           | —           | —           | —           | —           | —           | —           | 96          | —           | —           | | ChocQuib House         |
| 2019                                                                                                | Dollar (con Myke Towers)                                  | —           | 37          | —           | —           | —           | —           | —           | 19          | —           | —           | - ARG: Platino - MEX: Platino (2) + Oro - SPA: Platino                                                                  | Mala santa             |
| 2019                                                                                                | Secrets                                                   | —           | —           | —           | —           | —           | —           | —           | —           | —           | —           | | /                      |
| 2020                                                                                                | Perdiendo la cabeza (con Carlos Rivera e Pedro Capó)      | —           | 39          | —           | —           | —           | —           | —           | —           | —           | —           | - MEX: Platino (4) | Crónicas de una guerra |
| 2020                                                                                                | Mala santa                                                | —           | 90          | —           | 63          | —           | —           | —           | 68          | —           | —           | - USA: Platino (Latin) - ARG: Oro - ITA: Oro - MEX: Platino (2) - SPA: Oro                                              | Mala santa             |
| 2020                                                                                                | They Ain't Ready                                          | —           | —           | —           | —           | —           | —           | —           | —           | —           | —           | | /                      |
| 2020                                                                                                | Funk total: vai danada (con PK e Gabily)                  | —           | —           | —           | —           | —           | —           | —           | —           | —           | —           | | /                      |
| 2020                                                                                                | Muchacha (con la Gente de Zona)                           | —           | —           | —           | —           | —           | —           | —           | 82          | —           | —           | - USA: Platino (Latin)                                                                                                  | De menor a mayor       |
| 2020                                                                                                | Jolene (con Chiquis)                                      | —           | —           | —           | —           | —           | —           | —           | —           | —           | —           | | Playlist               |
| 2020                                                                                                | Tiempo pa olvidar (con Abraham Mateo)                     | —           | —           | —           | —           | —           | —           | —           | —           | —           | —           | | Sigo a lo mío          |
| 2020                                                                                                | My Man                                                    | —           | —           | —           | —           | —           | —           | —           | —           | —           | —           | | /                      |
| 2020                                                                                                | Mala remix (con Pitbull e De La Ghetto)                   | —           | —           | —           | —           | —           | —           | —           | —           | —           | —           | | /                      |
| 2020                                                                                                | Otro día lluvioso (con Juhn e Lenny Tavárez feat. Dalex)  | —           | —           | —           | —           | —           | —           | —           | —           | —           | —           | | /                      |
| 2020                                                                                                | No Drama (con Ozuna)                                      | —           | 65          | —           | —           | —           | —           | —           | 48          | 88          | —           | | /                      |
| 2021                                                                                                | Rotate (con Burna Boy)                                    | —           | —           | —           | —           | —           | —           | —           | —           | —           | —           | | /                      |
| 2021                                                                                                | Te va bien (con Kevvo e Arcángel feat. Darell)            | —           | —           | —           | —           | —           | —           | —           | —           | —           | —           | - USA: Platino (Latin)                                                                                                  | Cotidiano              |
| 2021                                                                                                | Ram Pam Pam (con Natti Natasha)                           | 120         | 6           | —           | 69          | —           | —           | —           | 16          | —           | —           | - USA: Platino (4) (Latin) - ITA: Oro - MEX: Platino + Oro - SPA: Platino (2)                                           | Nattividad Esquemas    |
| 2021                                                                                                | Fulanito (con El Alfa)                                    | —           | 61          | —           | —           | —           | —           | —           | 9           | —           | —           | - USA: Platino (7) (Latin) - MEX: Platino + Oro - SPA: Platino (3)                                                      | Esquemas               |
| 2021                                                                                                | Only One (con Khea e Julia Michaels feat. Di Genius)      | —           | —           | —           | —           | —           | —           | —           | —           | —           | —           | | /                      |
| 2021                                                                                                | Mal de amores (con Sofía Reyes)                           | —           | 65          | —           | —           | —           | —           | —           | —           | —           | —           | - USA: Platino (Latin)                                                                                                  | Mal de amores          |
| 2021                                                                                                | Baila así (con i Play-N-Skillz e Thalía feat. Chiquis)    | —           | —           | —           | —           | —           | —           | —           | —           | —           | —           | - USA: Oro (Latin) | /                      |
| 2021                                                                                                | Pa' mis muchachas (con Christina Aguilera e Nicki Nicole) | —           | 83          | —           | —           | —           | —           | —           | 68          | —           | —           | - USA: Platino (Latin)                                                                                                  | La fuerza              |
| 2021                                                                                                | Bella ciao                                                | —           | —           | —           | —           | —           | —           | —           | —           | —           | —           | | /                      |
| 2022                                                                                                | Mamiii (con Karol G)                                      | 15          | 9           | —           | —           | 1           | —           | 43          | 1           | 36          | —           | - USA: Platino (23) (Latin) - ITA: Oro - MEX: Diamante + Platino + Oro - POR: Oro - SPA: Platino (7) - SWI: Oro         | Esquemas               |
| 2022                                                                                                | No mienten                                                | —           | —           | —           | —           | —           | —           | —           | —           | —           | —           | - USA: Oro (Latin) | Esquemas               |
| 2022                                                                                                | Ya acabó (con Marca MP)                                   | 101         | —           | —           | —           | —           | —           | —           | —           | —           | —           | - MEX: Platino | /                      |
| 2022                                                                                                | Bailé con mi ex                                           | —           | 51          | —           | —           | —           | —           | —           | —           | —           | —           | - USA: Platino (Latin) - MEX: Oro                                                                                       | Esquemas               |
| 2022                                                                                                | La loto (con Tini e Anitta)                               | —           | 7           | —           | —           | —           | —           | 151         | 78          | —           | —           | | Cupido                 |
| 2022                                                                                                | Amantes (con Daviles de Novelda)                          | —           | —           | —           | —           | —           | —           | —           | 74          | —           | —           | - SPA: Platino | /                      |
| 2023                                                                                                | Te quiero besar (con Fuerza Regida)                       | —           | —           | —           | —           | —           | —           | —           | —           | —           | —           | | /                      |
| 2023                                                                                                | Arranca (con Omega)                                       | —           | —           | —           | —           | —           | 12          | —           | 24          | —           | —           | - SPA: Platino | /                      |
| 2023                                                                                                | Chanel (con Peso Pluma)                                   | 55          | —           | —           | —           | 9           | —           | —           | —           | —           | —           | - USA: Platino (15) (Latin) - MEX: Diamante                                                                             | Esquinas               |
| 2023                                                                                                | People (Remix) (con Libianca)                             | —           | —           | —           | —           | —           | —           | —           | —           | —           | —           | | /                      |
| 2023                                                                                                | La nena (con Gabito Ballesteros)                          | —           | —           | —           | —           | —           | —           | —           | —           | —           | —           | | Esquinas               |
| 2023                                                                                                | Cough (con Kizz Daniel)                                   | —           | —           | —           | —           | —           | —           | —           | —           | —           | —           | | Maverick               |
| 2023                                                                                                | Coming Your Way (con Michaël Brun e Anne-Marie)           | —           | —           | —           | —           | —           | —           | —           | —           | —           | —           | | /                      |
| 2023                                                                                                | Querido abuelo                                            | —           | —           | —           | —           | —           | —           | —           | —           | —           | —           | | Esquinas               |
| 2023                                                                                                | 2ndo chance (con Iván Cornejo)                            | —           | —           | —           | —           | —           | —           | —           | —           | —           | —           | | Esquinas               |
| 2023                                                                                                | Amigos (con Bibi)                                         | —           | —           | —           | —           | —           | —           | —           | —           | —           | —           | | /                      |
| 2024                                                                                                | Mercedes (con Óscar Maydon)                               | —           | —           | —           | —           | —           | —           | —           | —           | —           | —           | | Encuentros             |
| 2024                                                                                                | Por el contrario (con Ángela Aguilar e Leonardo Aguilar)  | 118         | —           | —           | —           | —           | —           | —           | —           | —           | —           | - MEX: Platino (2) | Esquinas               |
| 2024                                                                                                | Como diablos                                              | —           | —           | —           | —           | —           | —           | —           | —           | —           | —           | | Encuentros             |
| 2024                                                                                                | Bluetooth (con le Mariachi Divas de Cindy Shea)           | —           | —           | —           | —           | —           | —           | —           | —           | —           | —           | | 25 aniversario         |
| 2024                                                                                                | Otro capítulo                                             | —           | —           | —           | —           | —           | —           | —           | —           | —           | —           | | Encuentros             |
| 2025                                                                                                | Candy Gum (con gli Emotional Oranges e Jessie Reyez)      | —           | —           | —           | —           | —           | —           | —           | —           | —           | —           | | /                      |
| 2025                                                                                                | Que haces (con Manuel Turizo)                             | —           | —           | —           | —           | —           | —           | —           | 44          | —           | —           | | /                      |
| "—" indica una pubblicazione non classificata in quel paese. "×" indica una classifica inesistente. |                                                           |             |             |             |             |             |             |             |             |             |             | |                        |

### Come artista ospite
| Anno                                                                                                | Titolo                                                                                       | Classifiche | Classifiche | Classifiche | Classifiche | Classifiche | Classifiche | Classifiche | Classifiche | Classifiche | Certificazioni                             | Album di provenienza          |
| Anno                                                                                                | Titolo                                                                                       | USA         | ARG         | AUS         | ITA         | NLD         | POR         | SPA         | SWI         | UK          | Certificazioni                             | Album di provenienza          |
| --------------------------------------------------------------------------------------------------- | -------------------------------------------------------------------------------------------- | ----------- | ----------- | ----------- | ----------- | ----------- | ----------- | ----------- | ----------- | ----------- | ------------------------------------------ | ----------------------------- |
| 2012                                                                                                | Wish U Were Here (Cody Simpson feat. Becky G)                                                | —           | ×           | —           | —           | —           | ×           | —           | —           | —           |                                            | Paradise                      |
| 2012                                                                                                | Oath (Cher Lloyd feat. Becky G)                                                              | 73          | ×           | 58          | —           | —           | ×           | —           | —           | —           | - USA: Oro                                 | Sticks + Stones               |
| 2012                                                                                                | Die Young (Remix) (Kesha feat. Juicy J, Wiz Khalifa & Becky G)                               | —           | ×           | —           | —           | —           | ×           | —           | —           | —           |                                            | Warrior                       |
| 2013                                                                                                | Quiero bailar (All Through the Night) (3Ball MTY feat. Becky G)                              | —           | ×           | —           | —           | —           | ×           | —           | —           | —           |                                            | Globall                       |
| 2015                                                                                                | Como tú no hay dos (Thalía feat. Becky G)                                                    | —           | ×           | —           | —           | —           | ×           | —           | —           | —           |                                            | Amore mio                     |
| 2015                                                                                                | Wild Mustang (Yellow Claw e Cesqeaux feat. Becky G)                                          | —           | ×           | —           | —           | —           | ×           | —           | —           | —           |                                            | Blood for Mercy               |
| 2016                                                                                                | Take It Off (Lil Jon feat. Yandel & Becky G)                                                 | —           | ×           | —           | —           | —           | —           | —           | —           | —           |                                            | /                             |
| 2017                                                                                                | Si una vez (If I Once) (Play-N-Skillz feat. Frankie J, Leslie Grace, Wisin, Becky G & Kap G) | 111         | ×           | —           | —           | —           | —           | —           | —           | —           | - USA: Platino (4) (Latin)                 | /                             |
| 2017                                                                                                | Que nos animemos (Axel feat. Becky G)                                                        | —           | ×           | —           | —           | —           | —           | —           | —           | —           |                                            | Ser                           |
| 2018                                                                                                | Mi mala remix (Mau y Ricky e Karol G feat. Becky G, Lali & Leslie Grace)                     | —           | ×           | —           | —           | —           | —           | 57          | —           | —           |                                            | Para aventuras y curiosidades |
| 2018                                                                                                | Mad Love (Sean Paul e David Guetta feat. Becky G)                                            | —           | ×           | —           | 63          | 23          | 57          | 43          | 36          | 22          | - ITA: Platino - SPA: Platino - UK: Oro    | Mad Love: The Prequel         |
| 2018                                                                                                | Don't Go (Vice feat. Becky G & Mr Eazi)                                                      | —           | ×           | —           | —           | —           | —           | —           | —           | —           |                                            | /                             |
| 2018                                                                                                | Bubalu (DJ Luian e Mambo Kingz feat. Anuel AA, Prince Royce & Becky G)                       | —           | 74          | —           | —           | —           | —           | 12          | —           | —           | - USA: Platino (24) (Latin) - SPA: Platino | /                             |
| 2019                                                                                                | Rebota (Remix) (Guaynaa, Nicky Jam e Farruko feat. Becky G & Sech)                           | —           | 18          | —           | —           | —           | —           | 24          | —           | —           | - USA: Platino (Latin) - SPA: Oro          | BRB Be Right Back             |
| 2019                                                                                                | Cómo no (Akon feat. Becky G)                                                                 | —           | —           | —           | —           | —           | —           | —           | —           | —           |                                            | El Negreeto                   |
| 2019                                                                                                | Chicken Noodle Soup (J-Hope feat. Becky G)                                                   | —           | 63          | —           | —           | —           | —           | —           | —           | 82          |                                            | /                             |
| 2019                                                                                                | Giants (True Damage feat. Becky G, Keke Palmer, Soyeon, Duckwrth & Thutmose)                 | —           | —           | —           | —           | —           | —           | —           | —           | —           |                                            | /                             |
| 2021                                                                                                | Down to Miami (Emotional Oranges feat. Becky G)                                              | —           | —           | —           | —           | —           | —           | —           | —           | —           |                                            | Juicebox                      |
| 2021                                                                                                | Wow Wow (María Becerra feat. Becky G)                                                        | —           | 2           | —           | —           | —           | —           | 60          | —           | —           | - MEX: Oro                                 | Animal                        |
| "—" indica una pubblicazione non classificata in quel paese. "×" indica una classifica inesistente. |                                                                                              |             |             |             |             |             |             |             |             |             |                                            |                               |

### Singoli promozionali
| Anno | Titolo                                | Album di provenienza |
| ---- | ------------------------------------- | -------------------- |
| 2018 | Zooted (con French Montana e Farruko) | /                    |
| 2024 | Boomerang                             | /                    |

## Altri brani entrati in classifica
| Anno | Titolo                                                   | Classifiche | Album di provenienza |
| Anno | Titolo                                                   | USA         | Album di provenienza |
| ---- | -------------------------------------------------------- | ----------- | -------------------- |
| 2019 | Lost in the Middle of Nowhere (Kane Brown feat. Becky G) | 124         | Experiment           |